# Gau-Algesheimer Kopf – Erweiterung
Koordinaten: 49° 56′ 46″ N, 8° 2′ 0″ O

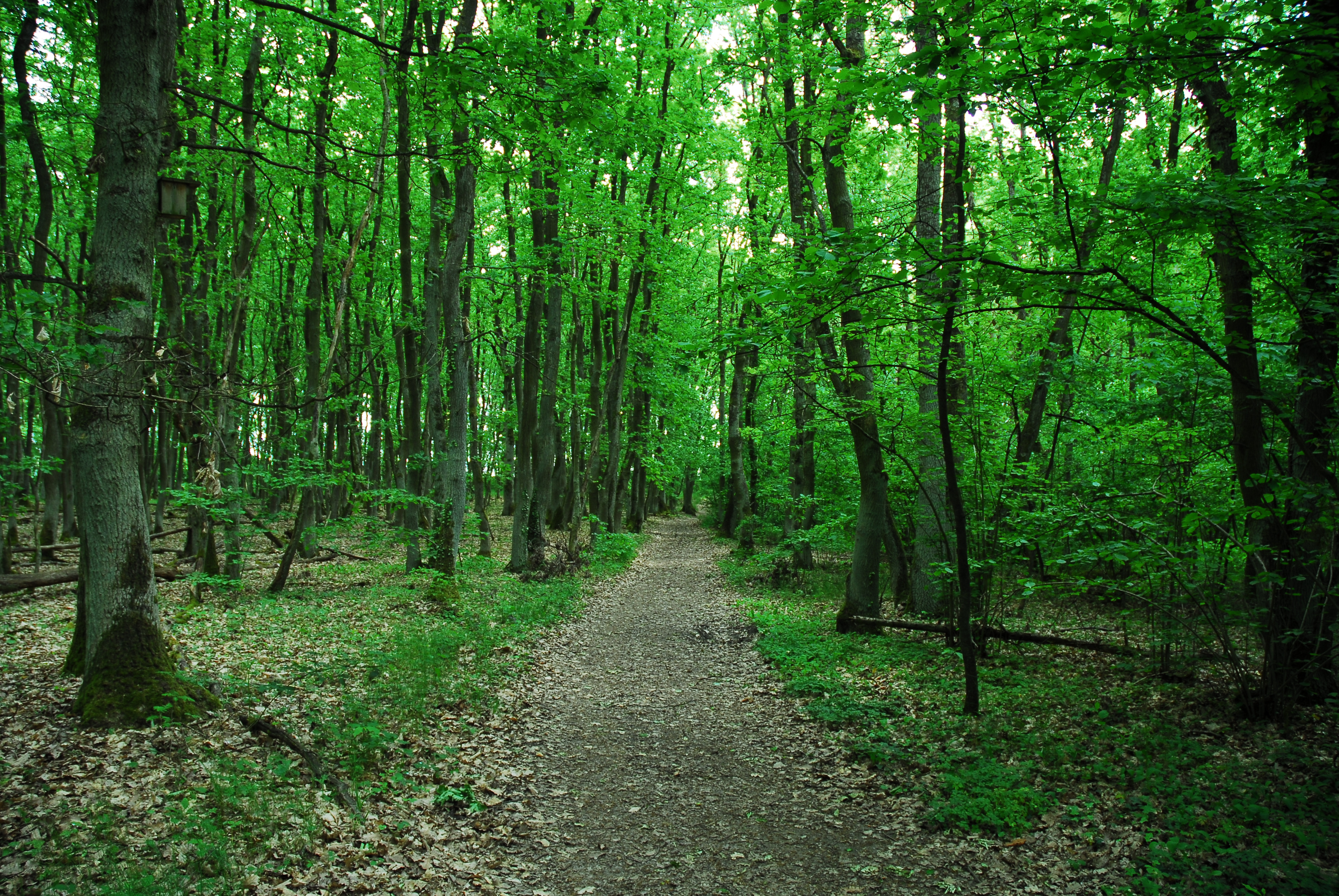
Naturschutzgebiet Gau-Algesheimer Kopf – Erweiterung (Mai 2015)

Das Naturschutzgebiet Gau-Algesheimer Kopf – Erweiterung liegt im Landkreis Mainz-Bingen in Rheinland-Pfalz. Das 29,5 Hektar große Gebiet, das im Jahr 1990 unter Naturschutz gestellt wurde, erstreckt sich östlich der Stadt Gau-Algesheim. Unweit westlich fließt der Welzbach und verläuft die Landesstraße L 415. Das Gebiet umfasst Eichen-Hainbuchenwald mit kleinen Stillgewässern und feuchten Senken.